# Dick Clark
Richard Wagstaff „Dick” Clark (ur. 2 listopada 1929 w Mount Vernon, zm. 18 kwietnia 2012 w Santa Monica) – amerykański prezenter radiowy i telewizyjny, jedna z najbardziej popularnych postaci amerykańskiej telewizji.

## Życiorys
Dicka Clarka wychowywali Julia Fuller oraz Bradley Clark, posiadał także jednego brata – Bradleya Clarka. W wieku 16 lat Clark dostał się do stacji radiowej w Utica w Nowym Jorku. Zanim został prezenterem zajmował się meteorologią. Ukończył administrację biznesu na Syracuse University. W 1952 roku zaczął pracę w radiu WFIL. W 1956 r. dostał rolę gospodarza w popołudniowym programie nadawanym przez stację telewizyjną WFIL. Występował w serialu Prawo Burke’a (1964), a także w programie telewizyjnym American Bandstand oraz w Rate-a-Record. W 1964 roku Clark przeniósł Bandstand z Filadelfii do Los Angeles. Wyprodukował m.in. Where the Action Is, TV's Bloopers and Practical Jokes, So You Think You Can Dance, Elvis, Narodziny Beatlesów, Dzikie ulice oraz Dzika siódemka. Został gospodarzem TV Bloopers and Practical Joke, Scattergorie oraz The Other Half. Zmarł na zawał serca.